# ヤン・フランス・ヴァン・ブローメン

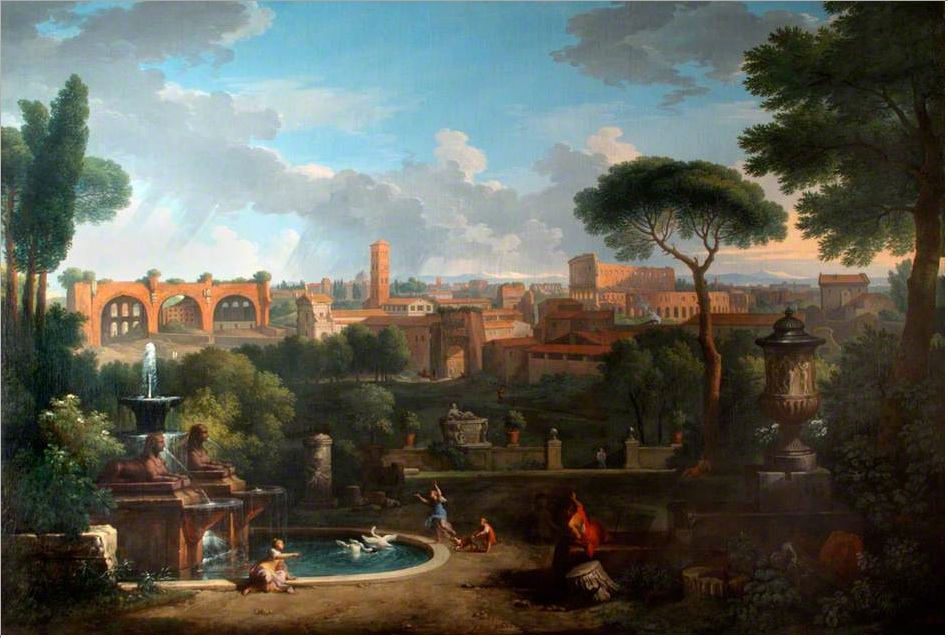
「パラッツォ・バルベリーニからのローマの風景」

ヤン・フランス・ヴァン・ブローメン（Jan Frans van Bloemen、姓は Blommen または Blomsとも、1662年5月12日 - 1749年6月13日）はフランドル出身の画家である。ローマで活動した。 「オリッゾンテ」（L'Orizzonte または Orizonte）の通称でも呼ばれた。おもに風景画を描き「街景画」（イタリア語で"veduta"と呼ぶ絵画のジャンル）も描いた。

## 生涯
アントウェルペンで生まれた。兄のピーター(Pieter van Bloemen:1657-1720) も画家になり、ヤン・フランスは兄から絵を学んだ 。1681年から1684年の間はアントウェルペンの画家のもとで修業した。
パリで働いた後 、兄が働いていたリヨンに移り、その後兄とトリノを経てローマに移った。1688年にはローマに住んでいた記録があり、1690年には弟のノルベルト(Norbert van Bloemen :1670-1746)もローマに住む兄弟に合流した。兄のピーターは1694年にアントウェルペンに帰国し、弟ノルベルトも1724年までにアムステルダムに移ったが、ヤン・フランスは時折、ナポリやシシリー、マルタなどに旅したが、生涯をローマで過ごした。
ローマで風景画家として成功し、スペイン王妃、エリザベッタ・ファルネーゼやローマ貴族、ローマ法皇を顧客の持ち、街景画の大作を描いた.。ニコラ・プッサンやクロード・ロランといった画家の風景画のスタイルを受け継いでいる。主にローマやローマ近郊の風景画を描いた。
ローマのオランダやフランドル出身の画家達のグループ、「Bentvueghels」のメンバーとして活動し、「地平線」を意味する「オリッゾンテ」の通称で呼ばれた。多くのローマの支援者を得ていたが、風景画に対する評価が低かった時代であったのが理由とされるが、ローマの画家組合、アカデミア・ディ・サン・ルカの会員に選ばれたのは70歳を過ぎた後であった。

## 作品

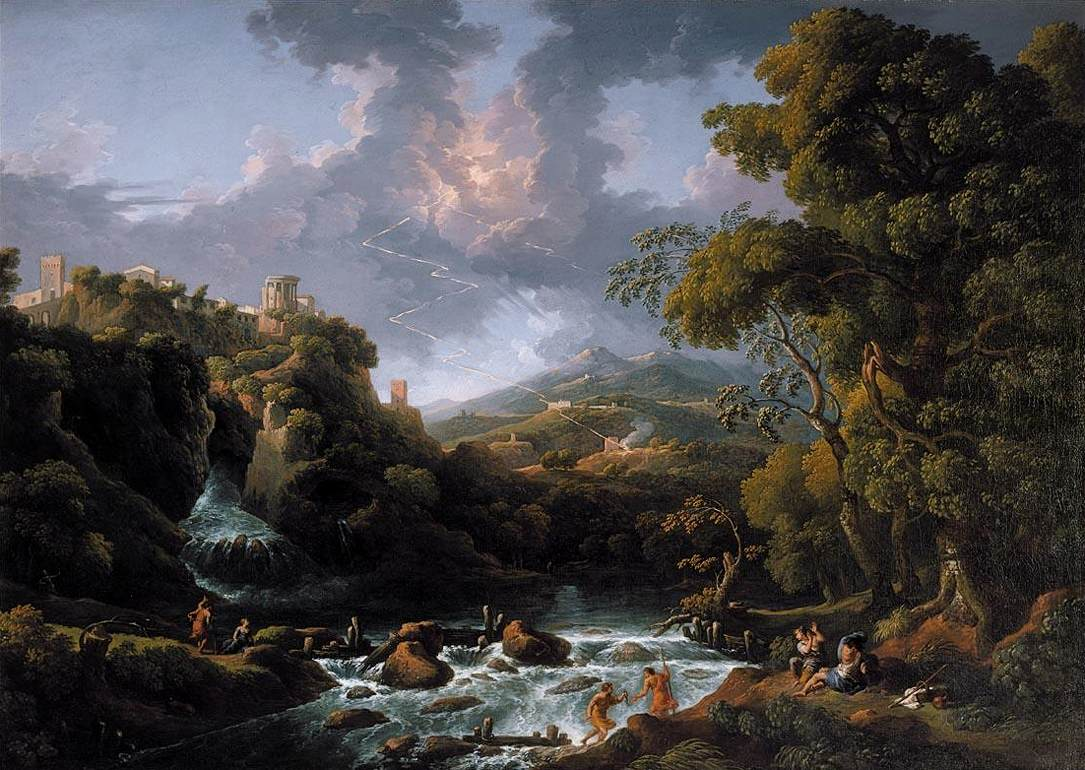
カンパーニャ・ロマーナ (c.1736)
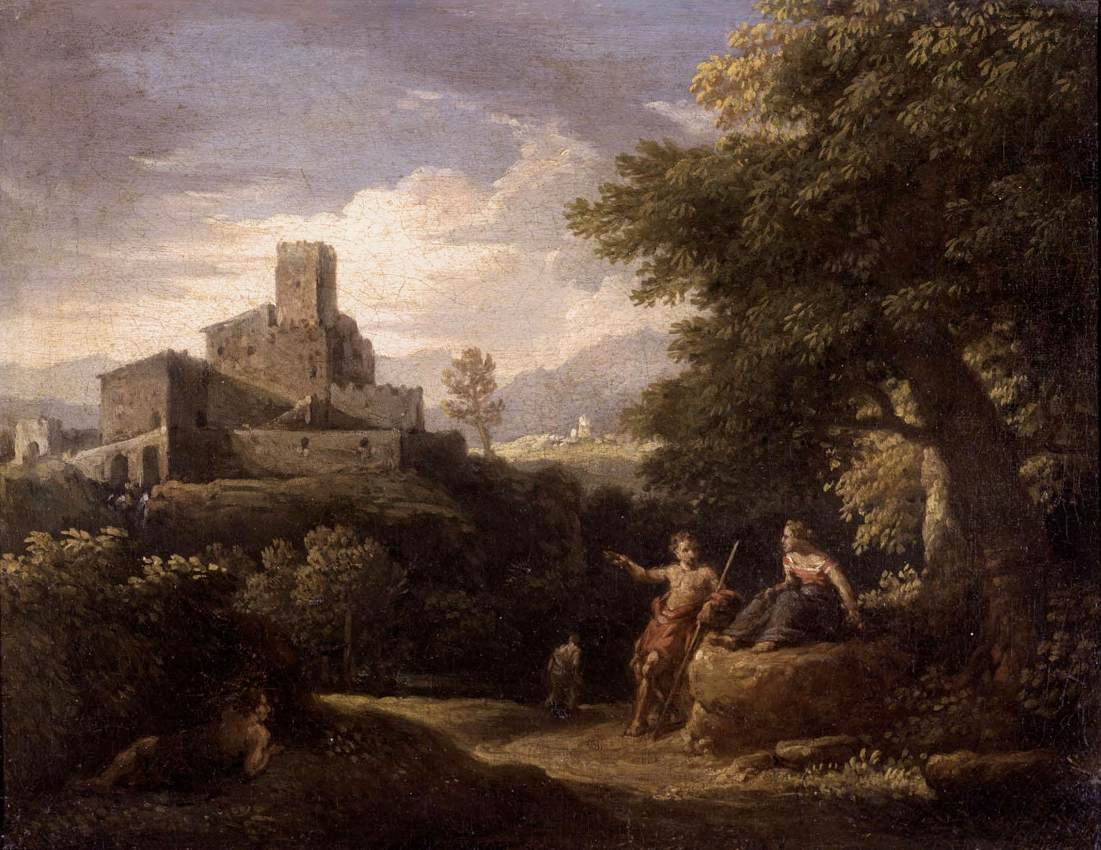
アルカディアの風景
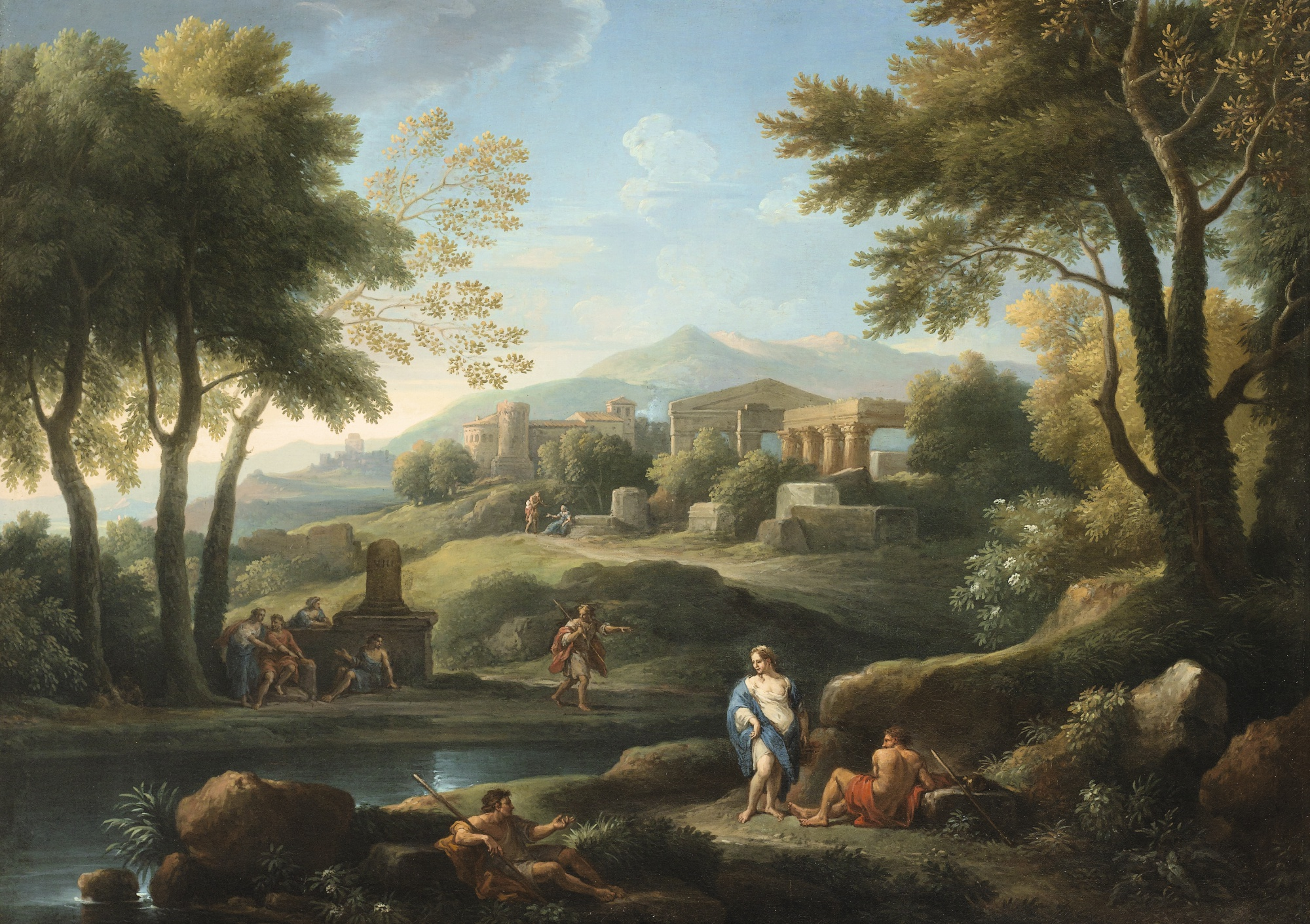
羊飼いのいるローマの風景